# Centauro del Norte, Sonora
Centauro del Norte är en ort i Mexiko.   Den ligger i kommunen Cajeme och delstaten Sonora, i den nordvästra delen av landet, 1 400 km nordväst om huvudstaden Mexico City. Centauro del Norte ligger 58 meter över havet och antalet invånare är 118.
Terrängen runt Centauro del Norte är huvudsakligen platt, men åt nordost är den kuperad. Runt Centauro del Norte är det ganska tätbefolkat, med 78 invånare per kvadratkilometer. Närmaste större samhälle är Ciudad Obregón, 14,2 km nordväst om Centauro del Norte. Omgivningarna runt Centauro del Norte är i huvudsak ett öppet busklandskap.